# Sacul

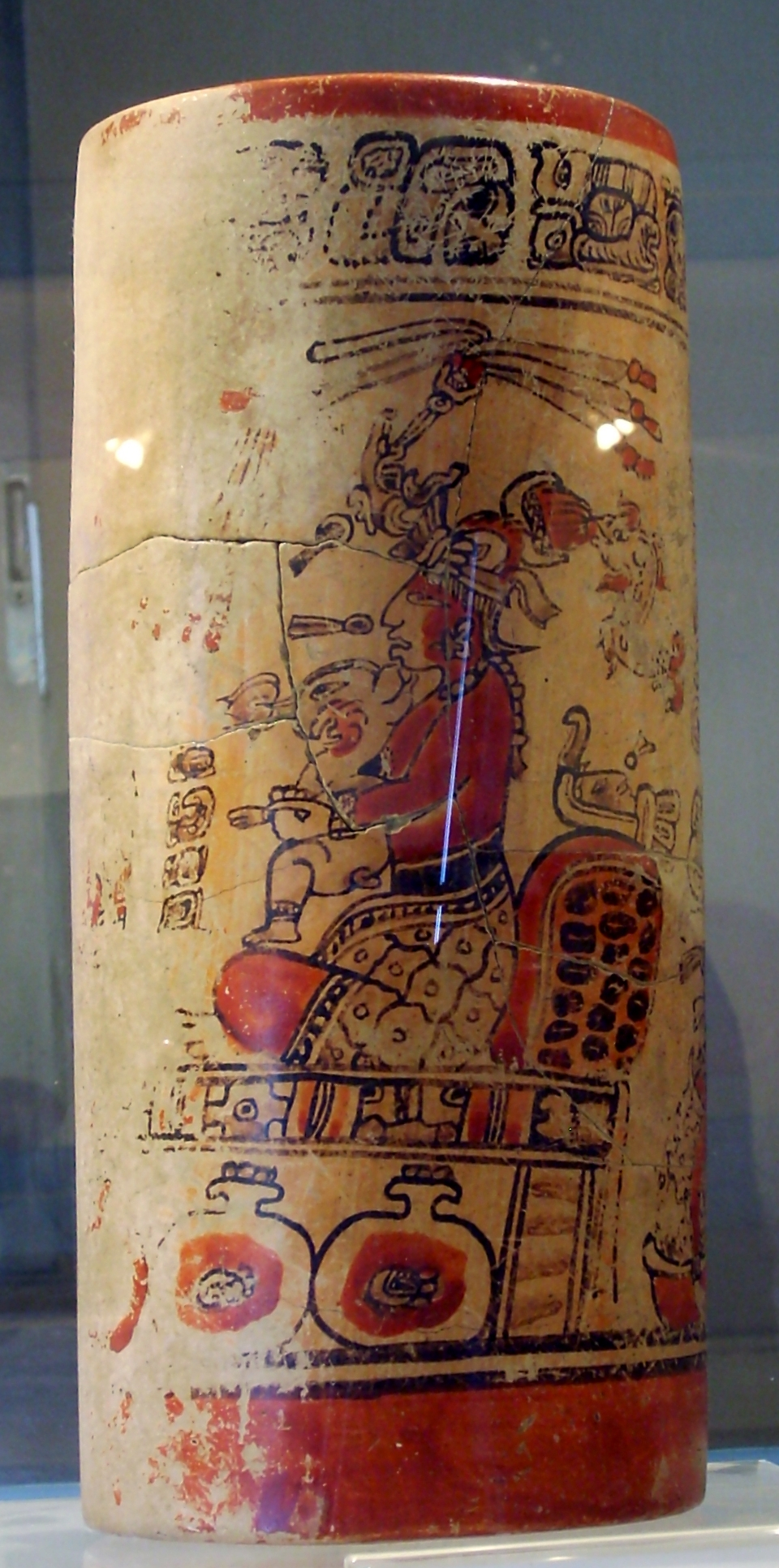
Recipiente ceramica di Sacul, ora in Museo Regional del Sureste del Petén di Dolores

Sacul è un sito della civiltà Maya in Guatemala.
Nel 1970 Ian Graham cartografò per la prima volta le rovine di Sacul, situate nella parte occidentale del territorio bagnato dal Rio Mopan e decifrò sei stele. Le stele e la maggior parte delle strutture architettoniche sono state distrutte o esportate illegalmente. Le stele documentano il periodo compreso tra il 731 e il 790 e citano altre località della zona, come Ucanal. L'unico sovrano noto della località è Ch'iyel, che regnò per trent'anni tra il 730 e il 760.
Un confronto con altri siti limitrofi testimonia che anche in una piccola località del tardo Classico come Sacul l'aristocrazia riuscì ad accrescere il proprio potere.

## Fonti
- Laporte, Juan Pedro, Terminal Classic Settlement and Polity in the Mopan Valley, Petén, Guatemala, in Arthur A. Demarest, Prudence M. Rice and Don S. Rice (eds.) (a cura di), The Terminal Classic in the Maya lowlands: Collapse, transition, and transformation, Boulder, University Press of Colorado, 2005,  pp. 195–230, ISBN 0-87081-822-8, OCLC 61719499.
- Laporte, Juan Pedro, Rolando Torres; Héctor Escobedo and Paulino I. Morales, El valle de Sacul en las Montañas Mayas de Guatemala. (PDF), su IV Simposio de Investigaciones Arqueológicas en Guatemala, 1990 (edited by J.P. Laporte, H. Escobedo and S. Brady), Guatemala, Museo Nacional de Arqueología y Etnología, 1992,  107-118. URL consultato il 19 novembre 2010 (archiviato dall'url originale il 4 settembre 2011). (ES)
- Laporte, Juan Pedro, and Héctor E. Mejía with the collaboration of Héctor L. Escobedo and Phil Wanyerka, Los monumentos esculpidos de Sacul y algunos aspectos históricos del sitio. (PDF), su Sacul, Petén, Guatemala: Exploraciones en una entidad política de las Montañas Mayas, 1985-2006 (edited by J.P. Laporte and H.Mejía), Guatemala, Atlas Arqueológico de Guatemala, Dirección General del Patrimonio Cultural y Natural, Ministerio de Cultura y Deportes, 2006,  220-275. URL consultato il 19 novembre 2010 (archiviato dall'url originale il 21 luglio 2015). (ES)
- Ramos, Carmen E., Excavaciones en la Plaza C de Sacul 1, Dolores, Petén. (PDF), su XII Simposio de Investigaciones Arqueológicas en Guatemala, 1998 (edited by J.P. Laporte and H.L. Escobedo), Guatemala, Museo Nacional de Arqueología y Etnología, 1999,  258-272. URL consultato il 19 novembre 2010 (archiviato dall'url originale il 4 settembre 2011). (ES)